# Steven Street of Magic
Steven Street of Magic, noto anche come Street of Magic, è un programma televisivo dedicato alla magia e all'illusionismo, condotto dall'allora giovane mago Steven The Magician (nome d'arte di Stefano Bronzato).
Dall'8 dicembre 2014 il programma è stato trasmesso ogni lunedì su MTV.
Il 30 ottobre 2015, con una puntata dedicata ad Halloween trasmessa dal sinistro castello di Zavattarello, ha avuto inizio la seconda stagione dello show.